# Pieriske bjerge
Pieriske bjerge (eller almindeligt omtalt som Piéria) er en bjergkæde mellem de regionale enheder Imathia, Pieria og Kozani, syd for Kambania-sletten i Centralmakedonien, Grækenland. Landsbyen Vergina, hvor det arkæologiske sted for det gamle Aigai ligger, er bygget ved foden af disse bjerge. Det højeste punkt i området er Flampouro der er 2.193 moh. Skisportsstedet Elatochori ligger i Pieriske bjerge.

## Flora
De Pieriske bjerge er kendt for deres rige flora, hovedsagelig for deres løvskove samt for nogle sjældne arter af vilde blomster. Bjergene er frodige med rig og mangfoldig vegetation af tætte løvskove af bøge, eg og kastanje, sorte og røde fyrretræer.

## Flystyrt
Den 17. december 1997 mistede en Yakovlev Yak-42 fra Aerosvit Airlines, der opererede ruten fra Odessa, Ukraine til Thessaloniki, kontakten med lufthavnens lufttrafikkontrol, og under det andet forsøg styrtede flyet ned i Pierian-bjergene, nær Mount Olympus. I alt 70 mennesker, passagerer og besætning, hvoraf 41 var grækere, blev dræbt.